# 御津町広石
御津町広石（みとちょうひろいし）は、愛知県豊川市の地名。

## 地理
旧御津町中央部に位置する。南は御津町泙野・御津町西方、北西は御津町赤根に接する。

### 字一覧
- 石堂野（いしどうの）
- 市場（いちば）
- 後畠（うしろばた）
- 越川（おっかわ）
- 金堂（かなどう）
- 蛇塚（ちなわづか）
- 高坂（こうざか）
- 小城前（こじろまえ）
- 小前（こまえ）
- 五反田（ごたんだ）
- 新宮山（しんぐうさん）
- 千路（せんじ）
- 竹本（たけもと）
- 枋ヶ坪（とちがつぼ）
- 永井田（ながいた）
- 祢宜田（ねぎでん）
- 祓田（はらいでん）
- 日暮（ひぐらし）
- 広国（ひろくに）
- 船津（ふなつ）
- 船山（ふなやま）
- 神子田（みこでん）
- 御津山（みとやま）
- 横町（よこまち）

### 交通
- 愛知県道金野豊川線[1]
- 愛知県道大塚国府線[1]

### 施設
- 豊川市御津体育館[1]
- 豊川市立御津北部小学校[1]
- 豊川市御津北部保育園[1]
- タカラ自動車学校[1]
- 御津神社[1]
- 浄土宗大恩寺[1]
- 冏運院[1]
- 安貞院[1]
- 大正寺[1]
- 竜光寺[1]
- 海音寺[1]
- 多聞閣[1]
- 真宗大谷派浄宝寺[1]
- 御津福祉保健センター
- 御津山園地

## 歴史

### 地名の由来
「広磯」の転訛とみられる。

### 沿革
- 戦国時代 - 三河国宝飯郡に広石郷の地名がみられる[2]。
- 江戸時代 - 三河国宝飯郡広石村として所在[2]。当初は幕府領[2]。
- 元禄年間 - 旗本柴田岩五郎知行となる[2]。
- 1889年（明治22年） - 御津村大字広石となる[2]。
- 1930年（昭和5年） - 御津町大字広石となる[2]。

### 人口の変遷
国勢調査による人口および世帯数の推移。
| 2010年（平成22年） | 941世帯 2794人  |  |
| 2015年（平成27年） | 936世帯 2703人  |  |
| 2020年（令和2年）  | 1003世帯 2741人 |  |

### WEB
1. ↑  “愛知県豊川市の町丁・字一覧”.   人口統計ラボ. 2024年5月1日閲覧。
2. ↑  “大字別世帯数人口集計表” (XLSX). 豊川市ホームページ.   豊川市役所. 2024年12月1日閲覧。
3. ↑  “読み仮名データの促音・拗音を小書きで表記するもの(zip形式) 愛知県” (zip).   日本郵便 (2024年2月29日). 2024年3月26日閲覧。
4. ↑  “市外局番の一覧” (PDF).   総務省 (2022年3月1日). 2022年3月22日閲覧。
5. ↑  “ナンバープレートについて”.   一般社団法人愛知県自動車会議所. 2024年1月21日閲覧。
6. ↑  総務省統計局 (2012年1月20日). “平成22年国勢調査の調査結果(e-Stat) - 男女別人口及び世帯数 －町丁・字等” (CSV). 2021年7月21日閲覧。
7. ↑  総務省統計局 (2017年1月27日). “平成27年国勢調査の調査結果(e-Stat) - 男女別人口及び世帯数 －町丁・字等” (CSV). 2021年7月21日閲覧。
8. ↑  総務省統計局 (2022年2月10日). “令和2年国勢調査の調査結果(e-Stat) - 男女別人口，外国人人口及び世帯数－町丁・字等” (CSV). 2023年8月2日閲覧。

### 書籍
1. 1 2 3 4 5 6 7 8 9 10 11 12 13 14 15 16 17  「角川日本地名大辞典」編纂委員会 1989, p. 2023.
2. 1 2 3 4 5 6 7  「角川日本地名大辞典」編纂委員会 1989, p. 1150.